# Khu bảo tồn thiên nhiên Barsa-Kelmes
Khu bảo tồn thiên nhiên Barsa-Kelmes (tiếng Kazakh: Барсакелмес мемлекеттік табиғи қорығы, Barsakelmes memlekettık tabiği qoryğy) là khu bảo tồn thiên nhiên nằm trên đảo Barsa-Kelmes của biển Aral, tỉnh Kyzylorda, Kazakhstan.
Được thành lập vào năm 1939, khu bảo tồn này có diện tích khoảng 300 km2 là nơi sinh trưởng của 250 loài thực vật, 56 loài động vật và 203 loài chim. Một số trong đó là loài có nguy cơ tuyệt chủng và quý hiếm như lừa hoang Turkmenia, linh dương bướu giáp, cáo corsac, sói Á Âu.